# Десятое правило Гринспена
Десятое правило Гринспена (англ. Greenspun's Tenth Rule) — афоризм из области программирования, гласящий:

Любая достаточно сложная программа на Си или Фортране содержит заново написанную, неспецифицированную, глючную и медленную реализацию половины языка Common Lisp.
Оригинальный текст (англ.)Any sufficiently complicated C or Fortran program contains an ad hoc, informally-specified, bug-ridden, slow implementation of half of Common Lisp.

## Происхождение
Правило было сформулировано примерно в 1993 году Филипом Гринспеном. Хотя оно известно как «десятое», предшествующих ему правил не существует. Название сам Гринспен объяснял так:

Просто я пытался дать правилу запоминающееся название.
Оригинальный текст (англ.)I was just trying to give the rule a memorable name.

## Значение
Смысл правила в том, что программисты, ограниченные низкоуровневыми языками вроде Си, преодолевают ограничения языка путём введения в текст программ аналогов свойств, присущих более выразительным языкам вроде Лиспа.

## Уточнение Морриса
Впоследствии хакер Роберт Моррис уточнил:

…в том числе и сам Common Lisp.
Оригинальный текст (англ.)…including Common Lisp.
Уточнение может рассматриваться в качестве комментария к сложности создания эффективной реализации языка Common Lisp или просто как шутливое описание работы функции eval в Лиспе.

## Дополнение о Прологе
Любая достаточно сложная программа на Лиспе наверняка содержит медленную реализацию половины языка Пролог.
Оригинальный текст (англ.)Any sufficiently complicated LISP program is going to contain a slow implementation of half of Prolog.
Эта формулировка отражает тот факт, что программы на Прологе содержат островки в стиле Лиспа, а программы на Лиспе — островки в стиле Пролога.

## Дополнение об Эрланге
С распространением распределённого программирования и популяризацией идей, реализованных в языке Erlang, Роберт Вирдинг предложил такой вариант:

Любая достаточно сложная распределённая программа содержит заново написанную, неспецифицированную, глючную и медленную реализацию половины языка Erlang.
Оригинальный текст (англ.)Any sufficiently complicated concurrent program in another language contains an ad hoc informally-specified bug-ridden slow implementation of half of Erlang.
Эту поправку также называют следствием Армстронга.

## Обобщение
Правило часто варьируется путём замены слов «Common Lisp» на любимый функциональный язык говорящего (например, Scheme или Haskell). Можно обобщить, что:

Любая достаточно сложная платформа содержит заново написанную, неспецифицированную, глючную и медленную реализацию половины функционального языка.
Оригинальный текст (англ.)Any sufficiently complicated platform contains an ad hoc, informally-specified, bug-ridden, slow implementation of half of a functional programming language.